# Ляська мова
Ляська мова — слов'янська літературна мікромова, практично мова одного учасника — поета Ондри Лисогірського. В основу ляської мови покладено верхньоостравський говір сілезького діалекту чеської мови.
Самоназви: laščina, lašsky jazyk; чеськ. laština, пол. język laski.

## Історія
Ідея ляської літературної мови є відбитком наявності в Сілезії складної етномовної ситуації, що полягає в наявності тут мішаних чеських та польських говірок. Мовна невизначеність і культурно-мовний регіоналізм (активна на початку XX ст. творчість сілезькими говорами польського й чеського типу) підготували ґрунт для ляської літературної мови; створювати її в 30-і рр.. розпочав поет Ондра (Ундра) Лисогірський (чеськ. Óndra Łysohorsky, 1905—1989), спираючись на верхньоостравський сілезький (ляський) говір і використовуючи елементи чеської та польської літературних мов (серед них і особливості їхньої графіки). Його перший польський збірник «Кулак-співець» («Spiwajuco piasc», 1934 р.), як і наступні, був доброзичливо зустрінутий від лівого чеського друку, проте різкій критиці піддано ідею про наявність особливого ляського народу. Культивувало ляську мову спеціальне товариство «Lašsko perspektywa». Після Другої світової війни, відмовившись од ідеї ляського народу, Ондра Лисогірський залишився, проте, на позиціях ляської літературної мови й далі писав нею вірші. Виник лінгвістичний парадокс: одна літературна мова — одна людина.
Використовувано латиницю чесько-польського типу.
Базовий говір поширено в чеській частині Сілезії. Чеські сілезькі говірки відрізняються значною дрібністю. Серед них виділяються говірки мішаного чесько-польського поясу, що на Їхній основі створено ляську літературну мову.
Ляські вірші Ондри Лисогірського ще у 1930-ті роки вийшли в декількох збірках. Його однодумці були поети Ян Стунавський (Jan Stunavský), Юра Ганис (Jura Hanys), прозаїк Йозеф Шіновський (Jozef Šinovský), автор ляського роману «Терикони в полі» («Hałdy na roli», 1945 р.). У 1958 році у Празі вийшов великий поетичний збірник Ондри Лисогірського «І ляські річки течуть до моря» («Aj lašske řéky płynu do mořa»). У 1988 році вийшла повна збірка творів Ондри Лисогірського «Ляська поезія» («Lašsko poezyja 1931—1977»).